# Лорд Салтон

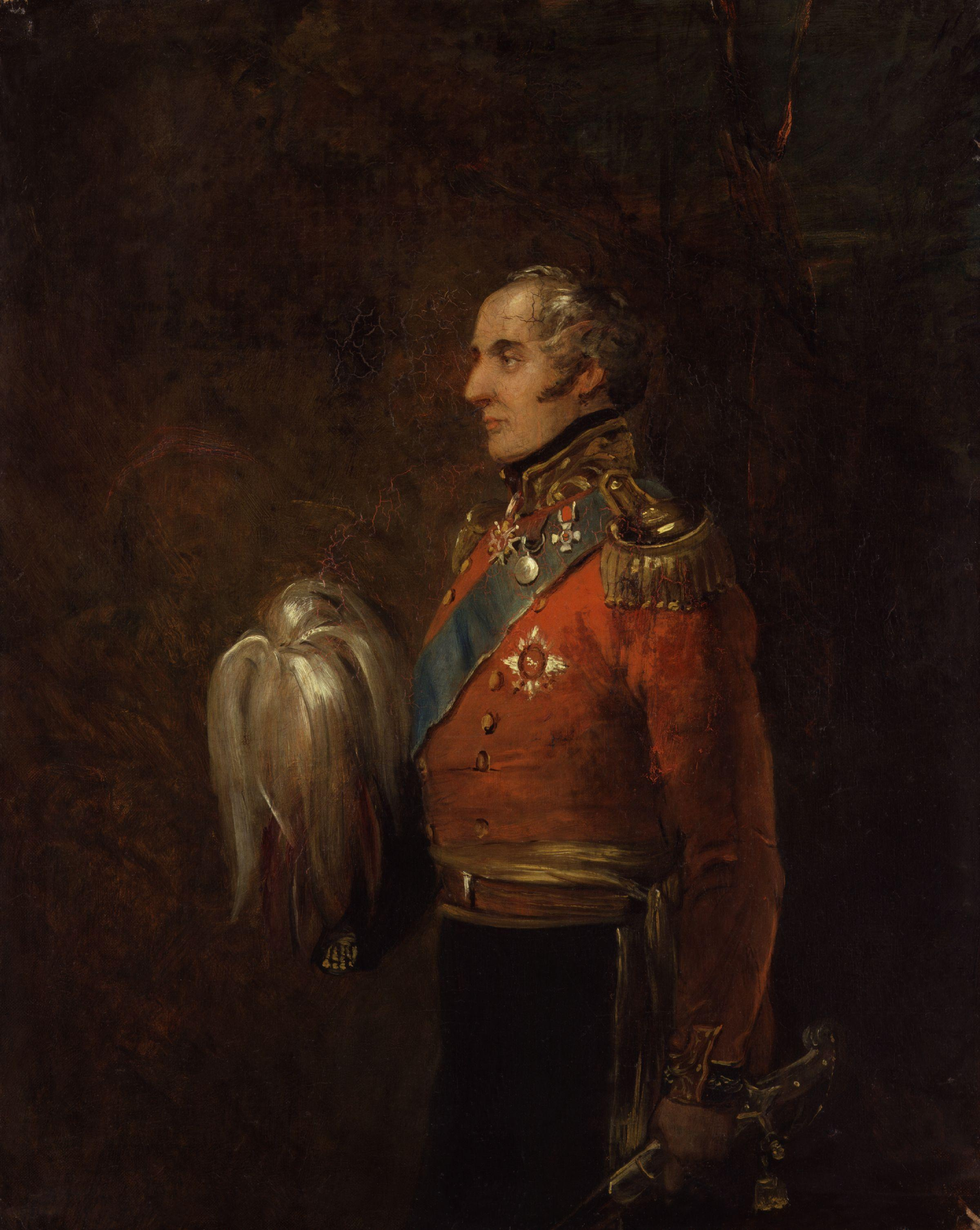
Генерал-лейтенант Александр Джордж Фрейзер, 17-й лорд Салтон (1785—1853)

Лорд Салтон из Абернети — наследственный титул в системе Пэрства Шотландии. Он был создан в 1445 году для сэра Лоуренса Абернети (1400—1460). Титул оставался в семье Абернети до смерти в 1669 году его потомка, Маргарет Абернети, 10-й леди Салтон (1609—1669). Её преемником стал её двоюродный брат, Александр Фрейзер, 11-й лорд Салтон (1604—1693). Он был сыном Александра Фрейзера и Маргарет Абернети, дочери Джорджа Абернети, 7-го лорда Салтона (1550—1590). Титул лорда Салтона остается в семье Фрейзер до сих пор.
Потомок Александра Фрейзера, 11-го лорда Салтона, Александр Джордж Фрейзер, 17-й лорд Салтон (1785—1853), был генерал-лейтенантом британской армии и заседал в Палате лордов в качестве шотландского пэра-представителя с 1807 по 1853 год. Его племянник, Александр Фрейзер, 18-й лорд Салтон (1820—1886), также был шотландским пэром-представителем в Палате лордов (1859—1866). Его сын, Александр Уильям Фредерик Фрейзер, 19-й лорд Салтон (1851—1933), и внук, Александр Артур Фрейзер, 20-й лорд Салтон (1886—1979), также были шотландскими пэрами-представителями в 1890—1933 и 1935—1963 годах, соответственно.
По состоянию на 2024 год носителем титула являлась внучка последнего, Кэтрин Мэри Ингрид Изабель Фрейзер, 22-я леди Салтон (род. 1957) — дочь Флоры Марджори Фрейзер, 21-й леди Салтон (1930—2024). Она также была главой клана Фрейзеров из Филорта и одним из 90 избранных наследственных пэров, которые оставались в Палате лордов после принятия Палатой лордов Акта 1999 года.
Недавно было установлено, что Маргарет Абернети, 10-я леди Салтон (1609—1669), стала наследницей своего брата Александра Абернети, 9-го лорда Салтона (1611—1668), в 1668 году, но пережила его только на шесть месяцев и ранее не была учтена в нумерации титула. Эта новая информация привела к пересмотру списка лордов Салтон. В результате более поздние наследники титула часто появляются с неправильной нумерацией.

## Лорды Салтон (креация 1445 года)
- 1445—1460: Лоуренс Абернети, 1-й лорд Салтон (1400—1460), сын Уильяма Абернети, 7-го из Салтона (ум. 1411);
- 1460—1488: Уильям Абернети, 2-й лорд Салтон (ум. 1488), старший сын предыдущего;
- 1488—1505: Джеймс Абернети, 3-й лорд Салтон (ум. 1505), младший брат предыдущего;
- 1505—1527: Александр Абернети, 4-й лорд Салтон (ум. 1527), единственный сын предыдущего;
- 1527—1543: Уильям Абернети, 5-й лорд Салтон (ум. декабрь 1543), старший сын предыдущего;
- 1543—1587: Александр Абернети, 6-й лорд Салтон (ум. апрель 1587), сын предыдущего;
- 1587—1590: Джордж Абернети, 7-й лорд Салтон (1555 — 27 апреля 1590), сын предыдущего;
- 1590—1612: Джон Абернети, 8-й лорд Салтон (1578—1612), сын предыдущего;
- 1612—1668: Александр Абернети, 9-й лорд Салтон (26 марта 1611 — 18 декабря 1668), единственный сын предыдущего;
- 1668—1669: Маргарет Абернети, 10-я леди Салтон (2 февраля 1613 — 9 марта 1669), младшая сестра предыдущего;
- 1669—1693: Александр Фрейзер, 11-й лорд Салтон (март 1604 — 11 августа 1693), сын сэра Александра Фрейзера (1570—1636) и Маргарет Абернети, 10-й леди Салтон (1609—1669), дочери сэра Джорджа Абернети, 7-го лорда Салтона из Абернети;
- 1693—1715: Уильям Фрейзер, 12-й лорд Салтон (11 ноября 1654 — 18 марта 1715), сын Александра Фрейзера, мастера Фрейзера (ок. 1630—1682), и леди Энн Керр (1631—1658), внук предыдущего;
- 1715—1748: Александр Фрейзер, 13-й лорд Салтон (1684 — 24 июля 1748), старший сын предыдущего;
- 1748—1751: Александр Фрейзер, 14-й лорд Салтон (1710 — 10 октября 1751), старший сын предыдущего;
- 1751—1781: Джордж Фрейзер, 15-й лорд Салтон (10 октября 1720 — 30 августа 1781), младший брат предыдущего;
- 1781—1793: Александр Фрейзер, 16-й лорд Салтон (27 июня 1758 — 13 сентября 1793), старший сын предыдущего;
- 1793—1853: Генерал-лейтенант Александр Джордж Фрейзер, 17-й лорд Салтон (22 апреля 1785 — 18 августа 1853), старший сын предыдущего;
- 1853—1886: Александр Фрейзер, 18-й лорд Салтон (5 мая 1820 — 1 февраля 1886), сын достопочтенного Уильяма Фрейзера (1791—1845), внук 16-го лорда Салтона;
- 1886—1933: Александр Уильям Фредерик Фрейзер, 19-й лорд Салтон (8 августа 1851 — 19 июня 1933), старший сын предыдущего;
- 1933—1979: Александр Артур Фрейзер, 20-й лорд Салтон (8 марта 1886 — 31 августа 1979), старший сын предыдущего;
- 1979—2024: Марджори Флора Фрейзер, 21-я леди Салтон (30 октября 1930 — 3 сентября 2024), единственная дочь предыдущего;
- 2024 — настоящее время: Кэтрин Мэри Ингрид Изабель Фрейзер, 22-я леди Салтон (род. 11 октября 1957), старшая дочь предыдущей;
  - Наследник: Александр Уильям Майлз Фрейзер (род. 5 июля 1990), единственный сын предыдущей.